# Daniellia oliveri
Espèce
Synonymes
- Paradaniellia oliveri Rolfe[1]

Daniellia oliveri est une espèce de plantes à fleurs de la famille des Fabaceae et du genre Daniellia. C'est un arbre tropical présente en Afrique de l'Ouest et du Centre.
C'est une plante mellifère appréciée des abeilles notamment pour sa bonne production de nectar.
L'espèce est appelée copahu africaine en français (du copahu, baume de copaïer en Amérique du Sud), santang en wolof, sanan en bambara et kéa en gbaya.